# Park Murckowski w Katowicach
Park Murckowski w Katowicach (nazywany także parkiem KWK Murcki) – park miejski położony w Katowicach, położony na terenie dzielnicy Murcki, pomiędzy ulicą Bielską i ulicą Pawła Kołodzieja.
Park Murckowski to teren zieleni urządzonej, zajmujący obszar 9,83 ha, pełniący rolę parku o znaczeniu dzielnicowym. Jest to park leśny ze starodrzewem bukowym. Teren parku przylega do rezerwatu przyrody Las Murckowski; jest intensywnie wykorzystywany rekreacyjnie. Znajduje się w nim m.in. boisko asfaltowe oraz muszla koncertowa. Przez park przebiega ścieżka rowerowa nr 101.
Nazwa park Murckowski została nadana uchwałą Rady Miasta Katowice nr LXV/1303/10 z 27 września 2010 roku. Wcześniej park nosił nieformalną nazwę park KWK Murcki lub park Kopalni Murcki. Park istnieje od połowy XX wieku.